# Vodla
Vodla (russisk: Водла, finsk: Vodlajoki) er en flod beliggende mod sydøst i Karelen i Rusland. Floden har sit udspring fra søen Vodlozero og udmunder i Onega. Den er 149 km lang og har et afvandingsareal på 13.700 km2.
Byen Pudozj ligger ved Vodla.
61°47′50″N 35°57′53″Ø / 61.797308°N 35.964718°Ø